# ジェット・ハリス
テレンス "ジェット" ハリス（Terence Harris MBE, 1939年7月6日 - 2011年3月18日）は、イングランド出身のロック・ベーシスト。1962年まで在籍したシャドウズのメンバーとして有名。

## 経歴
ノースロンドンのキングスベリー出身。ティーンエイジャーの頃はクラリネットを学んでいたが、自作のダブルベースを作ってジャズ・グループに加入、後に本物のダブルベースを手に入れた。1958年、当時一緒にプレイしていたドラマーのトニー・クロンビーの勧めで初めてエレクトリックベースを手にする。
バイパーズ・スキッフル・グループ、モスト・ブラザースなどを経て、1959年にクリフ・リチャードのバックバンド、ドリフターズに加入。後にハリス自身の提案でシャドウズに改名する。ベースのほか、バックアップ・ボーカルでも貢献し、「フィーリン・ファイン」(Feeling Fine)、「ドゥ・ユー・ウォナ・ダンス」(Do You Wanna Dance?) などでトレードマークとなった絶叫は彼のものである。
1962年にシャドウズを脱退、ソロとして、またシャドウズ時代の同僚であるドラマーのトニー・ミーハンとのデュオとして活動する。1963年には「ダイヤモンズ」(Diamonds) でイギリスのチャートの1位を記録した。ミーハンとのコンビは引き続き「スカーレットオハラ」(Scarlett O'Hara)、「アップルジャック」（Applejack) をヒットチャートに送り込んだ。彼はベースをリード楽器としても使い、非常に個性的なサウンドを作り出した。
しかし1963年9月、アイドル歌手のビリー・デイヴィスと同乗していた車で事故に遭遇、頭部に重傷を負った（デイヴィスも顎を骨折する重傷）。妻帯者であるハリスと17歳のデイヴィスの関係がタブロイド紙の格好の餌食となり、成功から見放される。
1966年にソロでの復活を目論見、1967年にはジェフ・ベック・グループに非常に短期間在籍したが、やがて音楽シーンから姿を消し、その後は肉体労働者、煉瓦職人、病院の雑役、バスの車掌など職を転々とする。音楽業界から離れている間にアルコール中毒に陥るなど、苦労を重ねたが回復し、時折ザ・ダイヤモンズなどと共演したほか、1989年のクリフ・リチャードのコンサートにもミーハンとともに参加した。
1998年には、フェンダー社からイギリスでのベース・ギターの普及に尽力した点を称えられ、表彰された。
その後は毎年、ブルース・ウェルチのシャドウマニアに参加するほか、シャドウズのトリビュート・バンド、ザ・ラピアーズとツアーを行ったりしていた。
2008年12月、デイリー・メールのインタビューに答え、シャドウズの結成50周年記念ロイヤル・バラエティ・ショウに誘われていないことを述べた。
2009年12月にワイト島のベンブリッジに移住。咽喉癌の治療を受けていた。2010年に大英帝国勲章第五位(MBE)を授与された。
2011年3月18日、癌のためイングランド・ウィンチェスターで死去。71歳没。